# Агоштинью
Жуаким Агоштинью да Силва Рибейру (порт. Joaquim Agostinho da Silva Ribeiro, более известный, как Агоштинью (порт. Agostinho); род. 15 сентября 1975, Пасуш-ди-Феррейра) — португальский футболист, выступавший на позиции полузащитника, за такие клубы, как: «Саламанка», «Лас-Пальмас» и «Малага». Экс-игрок молодёжных сборных Португалии.

## Биография

### Клубная карьера
Хорошо проявив себя в «Витории» из Гимарайнша, Агоштинью переехал за границу, в Испанию, в возрасте 20 лет, во вторую команду испанского гранда «Реал Мадрид» — «Кастилью». Первый опыт игры за рубежом оказался неудачным, поскольку он сыграл только два матча за «Кастилью» и забил один гол, а затем перешел в «Севилью», где не сыграл ни разу. Следующие три сезона Жуакин проведет во втором испанском дивизионе, в таких клубах, как: «Саламанка», «Лас-Пальмас» и «Малага». В клубе из Малаги, в сезоне 1998/99, он объединился с соотечественником Эдгаром (также недавно подписанным и также прибывшим из «Реала»), чтобы помочь «андалузцам» попасть в Ла-Лигу, забив в том сезоне 38 матчей и три гола.